# ジョー・リギンス
ジョー・リギンス（Joe Liggins、1916年7月9日 - 1987年7月26日）は、アメリカ合衆国のリズム・アンド・ブルース、ジャズ、ブルースのピアニストで、1940年代から1950年代にかけてジョー・リギンス・アンド・ヒズ・ハニードリッパーズ (Joe Liggins and his Honeydrippers) のフロントマンを務めた。
彼のバンドは、当時の『ビルボード』誌のR&Bチャートで活躍し、最大のヒット曲は1945年にリリースされた「ザ・ハニードリッパー (The Honeydripper)」であった。この曲のシングルは、当時まだ「レイス・チャート (race chart)」と称されていたビルボードR&Bチャートで、1945年9月8日付から18週連続で首位を守った。この記録は、ルイ・ジョーダンの「Choo Choo Ch'Boogie」（1946年8月24日付から18週首位、ただし不連続）とともに、ビルボードR&Bチャートにおける最長首位の記録となっている。このシングルは200万枚以上を売り上げたとされている。

## 生涯
リギンスは、オクラホマ州セミノールに生まれ、1932年にカリフォルニア州サンディエゴへ移った。1939年にロサンゼルスへ移り、サミー・フランクリンのカリフォルニア・リズム・ラスカルズ (Sammy Franklin's California Rhythm Rascals) などのグループで演奏するようになった。フランクリンが、リギンス作の「ザ・ハニードリッパー」の録音を却下したのを機に、リギンスは自分のバンドを持つことを決意した。最初のジョー・リギンス・アンド・ヒズ・ハニードリッパーズ (Joe Liggins and His Honeydrippers) の録音は、レオン・ルネ (Leon René) とオーティス・ルネ (Otis René) 兄弟のエクスクルーシヴ・レコード (Exclusive Records) から発売された。ジョー・リギンスのハニードリッパーズは、ロサンゼルスのサクソフォーン奏者リトル・ウィリー・ジャクソン (Little Willie Jackson) の自宅の地下室で結成されたが、ジャクソンはこのグループの共同創設者であり、2000年に死去するまで、最後まで生き延びたオリジナル・メンバーであった。
1954年3月、バンドは、ロサンゼルスの Club 5-4 でスタン・ゲッツの妻のために催された慈善行事に出演した。
リギンスは、1950年にスペシャルティ・レコードと契約し、「Rag Mop」、「Boom-Chick-A-Boogie」、「Pink Champagne」、「Little Joe's Boogie」などのヒット作を生み出した。リギンスの曲は、ほとんどがジャンプ・ブルースと基本的なリズム・アンド・ブルースを混ぜ合わせたものであった。リギンスは、ロイ・ミルトン (Roy Milton) とともに、第二次世界大戦後最初の十年間におこった小編成バンドによるジャンプ・ブルースの建設者であった。リギンスは、ジミー・ウィザースプーン (Jimmy Witherspoon)、エイモス・ミルバーンや、ジャンプ・ブルースのシャウト歌手H＝ボム・ファーガソン (H-Bomb Ferguson) などとツアーすることがあった。リギンスが1950年にリリースした「Pink Champagne」と「I Gotta Right to Cry」は、いずれも100万枚以上売れ、ゴールドディスクを与えられた。
リギンスの成功は、1950年代後半で終わったが、彼はその後も、カリフォルニア州リンウッドで脳梗塞のために72歳で死去するまで活動を続けた。リギンスの「One Sweet Letter」は1996年に Rocket Sixty-Nine がリリースした「Jump Shot!」にも使用されている。

## ザ・ハニードリッパーズのメンバー
- リトル・ウィリー・ジャクソン (Little Willie Jackson) - アルト/バリトン・サックス
- ジェームズ・ジャクソン・Jr. (James Jackson, Jr.) - テナー・サックス
- ペッピー・プリンス (Peppy Prince) - ドラムス、パーカッション
- エディ・デイヴィス (Eddie Davis) - ベース
- フランク・ペイズリー (Frank Paisley) - ギター

## ディスコグラフィ

### アルバム
- Honeydripper (1962年、Mercury)
- 『ジョー・リギンス・アンド・ザ・ハニードリッパーズ』 - Great Rhythm & Blues Oldies, Volume 6: Joe Liggins & The Honeydrippers (1974年、Blues Spectrum)
- Joe & Jimmy Liggins: Saturday Night Boogie Woogie Man (1976年、Sonet)
- Joe Liggins & His Honeydrippers: Darktown Strutters Ball (1981年、Jukebox Lil) ※1945年–1950年録音
- Joe Liggins With the Original Million-Seller "The Honeydripper" (1988年、Jukebox Lil) ※1945年–1949年録音
- Joe Liggins & The Honeydrippers (1989年、Specialty)
- Dripper's Boogie: Joe Liggins & The Honeydrippers – Vol. 2 (1992年、Specialty)
- 『ピンク・シャンペーン』 - Pink Champagne (1993年、P-Vine)
- The Honeydripper: Rare And Unreleased Recordings 1946–1949 (1996年、Night Train International)
- The Shuffle Boogie King (2002年、Proper Pairs)
- The Chronological Joe Liggins 1944–1946 (2002年、Classics 'Blues & Rhythm Series')
- The Chronological Joe Liggins 1946–1948 (2003年、Classics 'Blues & Rhythm Series')
- The Chronological Joe Liggins 1948–1950 (2004年、Classics 'Blues & Rhythm Series')
- The Chronological Joe Liggins 1950–1952 (2005年、Classics 'Blues & Rhythm Series')
- Jukebox Hits 1945–1951 (2008年、Acrobat)
- The Joe Liggins Collection 1944–1957 (2016年、Acrobat)
- 『グレイテスト・ヒッツ 1945-1957』 - The Greatest Hits 1945-1957 Centenary Edition (2016年、Jasmine)